# Кладно
Кладно (на чешки: Kladno) е град в Чехия в Среднобохемски край. Населението му е 68 466 жители (2016 г.), а площта му е 36,97 km². Намира се на 384 m надморска височина, на 25 km северозападно от Прага.

## История
За първи път Кладно се споменава земските дъски през 1318 г. Името на града (от думата kláda – „дървета, дървен материал“) е свързано с гористите местности около населеното място. В продължение на няколко века, селището е във владение на рицарския род Кладенщи от Кладно, които изграждат три крепости:
- Долна крепост, в близост до съвременната сграда на централната поща;
- Горна крепост, която е подобна по архитектура на замък; неин приемник е съвременния Кладнески замък; и
- Влашкова крепост на Островец, в посока към Розделов.

## Забележителности
Сред забележителностите на Кладно са бароковия замък от 18 век (сега краеведски музей), кметството, Чумната колона, а в околностите на града – останките на Будеч от 9 – 10 век с ротондата „Св. Петър и Павел“ (построена около 895 г. и смятана за най-старата съхранена каменна структура в Чешката република), националния паметник на антифашистката съпротива в Лидице, етнографския музей на открито (скансен) в Тршебиз. През последните години, историческия център на града, западнал при предишния режим, почти напълно е възстановен. Гордостта на града са Средночешкия театър с почти едновековна традиция и галерията на замъка.

## Известни жители
- Хуго Фишер (1854 – 1916) – художник-пейзажист.
- Карл Хернле (ок. 1693 – 1748) – немски скулптор от епохата бароко.
- Яромир Ягър (род. 1972) – чешки хокеист.
- Якуб Ворачек (род. 1989) – чешки хокеист.
- Томаш Плеканец (род. 1982) – чешки хокеист.